# 詹姆斯·E·麥克萊倫
詹姆斯·E·麥克萊倫（英語：James E. McClellan；1926年3月22日—2016年11月26日），是美國的民主黨政治人物及獸醫，前馬里蘭州眾議院議員。

## 生平
麥克萊倫在马里兰州弗雷德里克出生，曾在第二次世界大戰期間美國陸軍服役，戰後在馬里蘭大學學院市分校就讀；也在喬治亞大學獲得獸醫學學位。後麥克萊倫在弗雷德里克任職獸醫，亦擔任弗雷德里克市議會議員。
1978年他以民主黨黨員身分當選為马里兰州眾議院第三B選區議員，到1994年不再連任。2016年11月26日，麥克萊倫在弗雷德里克逝世。